# Thessaloníkis tunnelbana

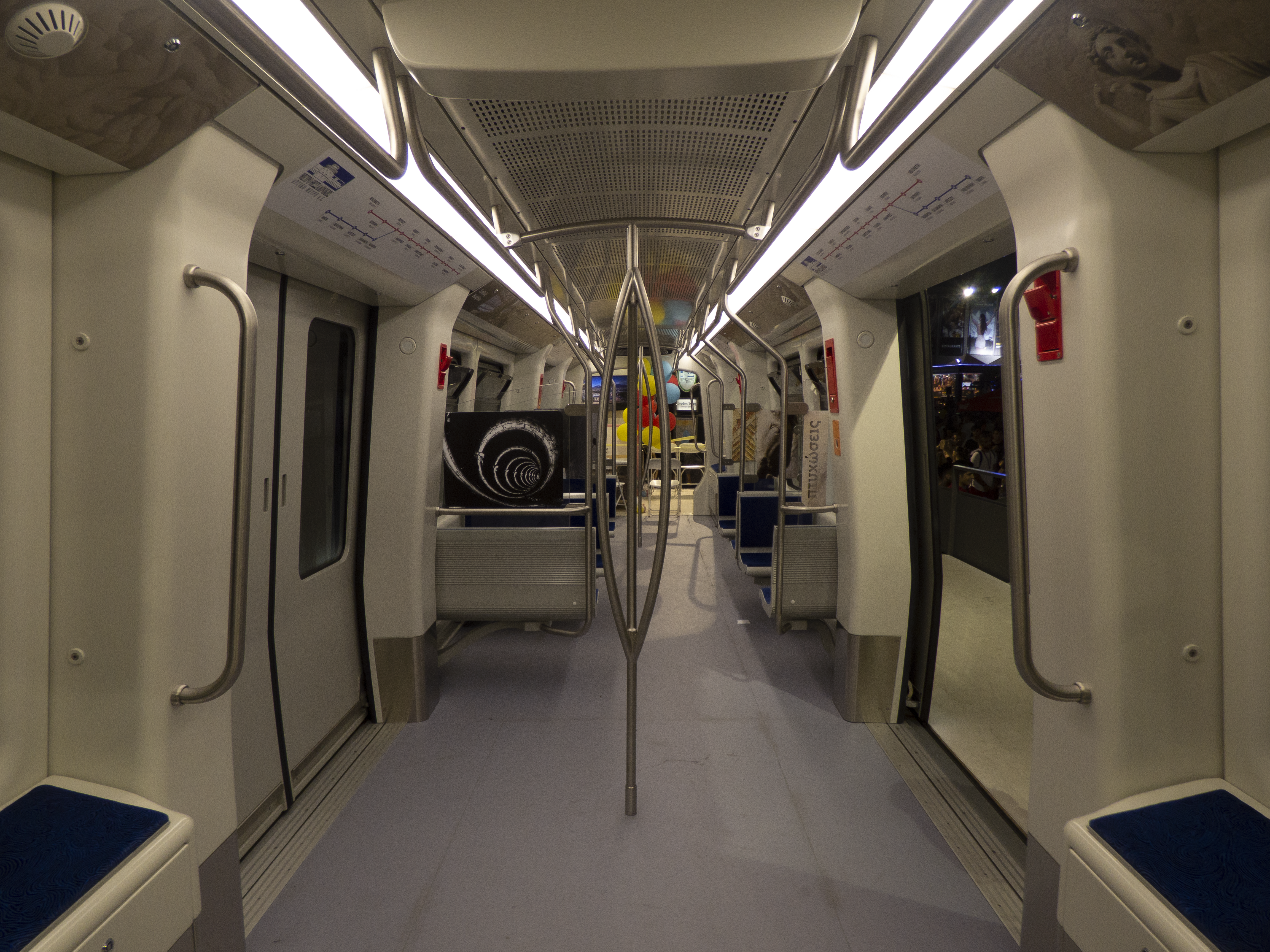
Inredning för tunnelbanevagnarna i Thessaloniki

Thessalonikis tunnelbana (grekiska: Μετρό Θεσσαλονίκης) är ett tunnelbanesystem i den grekiska staden Thessaloniki.

## Historik
Tunnelbanesystemet började byggas 2006 och öppnades 2024. Den första fasen bestod av 9,6 kilometer underjordiska spår med 13 stationer. Budgeten låg på omkring 1,1 miljarder euro. Tunnelbanan i sig liknar Köpenhamns metro, med 18 förarlösa tåg som åker i separata tunnlar i varje riktning. Det finns glasväggar som öppnas automatiskt när tåget åker in på varje station, för ökad säkerhet. Tunnelbanan är konstruerat av ett grekisk-italienskt företag, med översyn av Attiko Metro, företaget som sköter och underhåller Atens tunnelbana.

## Stationer
- Nya järnvägsstationen
- Dimokratias
- Venizelou
- Agia Sofia
- Sintrivani
- Panepistimio (Universitetet)
- Papafi
- Efklidi
- Fleming
- Analipseos
- Patrikiou
- Voulgari
- Nea Elvetia

## Utökningar
Framtida förlängningar till Kalamaria (i söder) och Stavroupoli (i norr) är planerade. Förlängning till Kordelio (i nordväst) och till flygplatsen i sydöst är under behandling.